# Sidi Bel Abbès (distrito)
Sidi Bel Abbès é um distrito da Argélia localizado na província homônima, no noroeste do país.[carece de fontes?]

## Comunas
O distrito consiste em apenas uma única comuna:
- Sidi Bel Abbès, capital